# 孙大伟 (1963年)
孙大伟（1963年4月—），黑龙江安达人。男，汉族。1984年12月加入中国共产党，1986年7月参加工作，哈尔滨工程大学管理科学与工程专业毕业，在职硕士研究生学历，工程师。现任广西壮族自治区政协主席、党组书记。中国共产党第十九届中央委员会候补委员。

## 简历
历任北京市朝阳区商检局局长，国家出入境检验检疫局检验监管司副司长、司长，国家质量监督检验检疫总局检验监管司副司长、司长，国家认证认可监督管理委员会常务副主任、党组副书记等职。2005年任国家质量监督检验检疫总局党组成员、国家认证认可监督管理委员会主任。2010年任国家质量监督检验检疫总局副局长、党组成员、国家认证认可监督管理委员会主任。
2017年6月，中共中央批准，孙大伟任中共广西壮族自治区党委委员、常委、副书记。2017年10月，中国共产党第十九次全国代表大会上当选中国共产党第十九届中央委员会候补委员。2018年2月24日，当选为第十三届全国人大代表。2020年10月，任广西壮族自治区政协党组书记，不再担任自治区党委副书记、常委职务。2021年1月，当选广西壮族自治区政协主席。